# 임실향교 대성전
임실향교 대성전(任實鄕校 大成殿)은 대한민국 전북특별자치도 임실군 임실읍에 있는 임실향교의 대성전이다. 1984년 4월 1일 전라북도의 문화재자료 제26호로 지정되었다.

## 개요
임실읍의 중앙을 가로지르는 임실∼순창 국도로부터 서쪽으로 약 300m가량 떨어진 향교부락에 위치하고 있다. 1984년 4월 1일 전라북도문화재자료 제26호로 지정되었다. 이곳은 용요산의 동남쪽 기슭인 봉황대와 3.1동산 사이에 위치한 지역이다.
창건 연대와 당시의 위치는 알 수 없으나, 현 위치에 이건된 것은 1413년(태종 13)이다. 이후의 연혁도 고찰할만한 문헌적 자료가 없으며 확인할 수 있는 것은 주로 조선말 고종 이후의 것뿐이다. 철종 5년(1854)에 김성근 현감에 의하여 대성전이 크게 중수되고 고종 15년(1878)에 다시 교궁이 수리되고 고종 20년(1883) 한기석 현감에 의해서 서재가 크게 수리되었고 고종 22년(1885)에 다시 동재가 중수되었다. 향교에 보관되어 있는 중수기에 의하면 이후 임실향교는 고종 31년(1894), 광무 11년(1887), 1916년, 1919년, 1928년, 1935년, 1941년 등 수차에 걸쳐 다시 중수되었다. 근래에 이르러서 1988년 대성전을 보수하고, 명륜당 마루공사, 번와 등을 실시하였고, 1986년 서재와 명륜당을 보수하였다.

## 구조
현재 향교에는 맨 뒤로부터 정면 3칸(11.20m), 측면 4칸(7.2m)의 맞배지붕의 대성전(24.5평)과 정면 3탄(6.70m), 측면 1칸(2.40m)의 고루집 형식의 내삼문(4.,9평)이 있고, 그 앞에 정면 3칸(11.40m), 측면 3칸(5.90m)이 맞배지붕 형식의 명륜당(20.4평)이 있다. 명륜당을 사이에 두고 그 앞으로 정면 4칸(10.0m), 측면 1칸(6.20m)과 맞배지붕형식의 동재(10.8평), 정면 5칸 (14.8m), 측면 2칸 (6.0m)의 맞배지붕의 서재(25.4평)가 마주보고 배치되어 있으며, 이 앞에 정면 3칸(6.2m), 측면 1칸(2.60m)의 맞배지붕의 형식인 외삼문(4.9평)이 있다. 그리고 명륜당과 좌측의 협문을 사이에 두고 맞배지붕 형식의 관리인 집(25평)이 있다. 한편 외삼문 밖에는 근래에 만든 홍살문이 세워져 있다. 그 왼편에는 문묘중수사적비, 임실향교주수사적비, 임실향교 모성계사적비 등 3기의 비석이 세워져 있다. 명륜당 옆에는 둘레 4m, 수고25m, 수령 700년의 은행나무 두 그루가 있다. 이 은행나무는 1982년 9월 20일 도나무로 지정되어 보호되고 있다.

## 참고 자료
- 임실향교대성전 - 국가유산청 국가유산포털